# Luna Park (Tokyo)
Pour les articles homonymes, voir Luna Park.

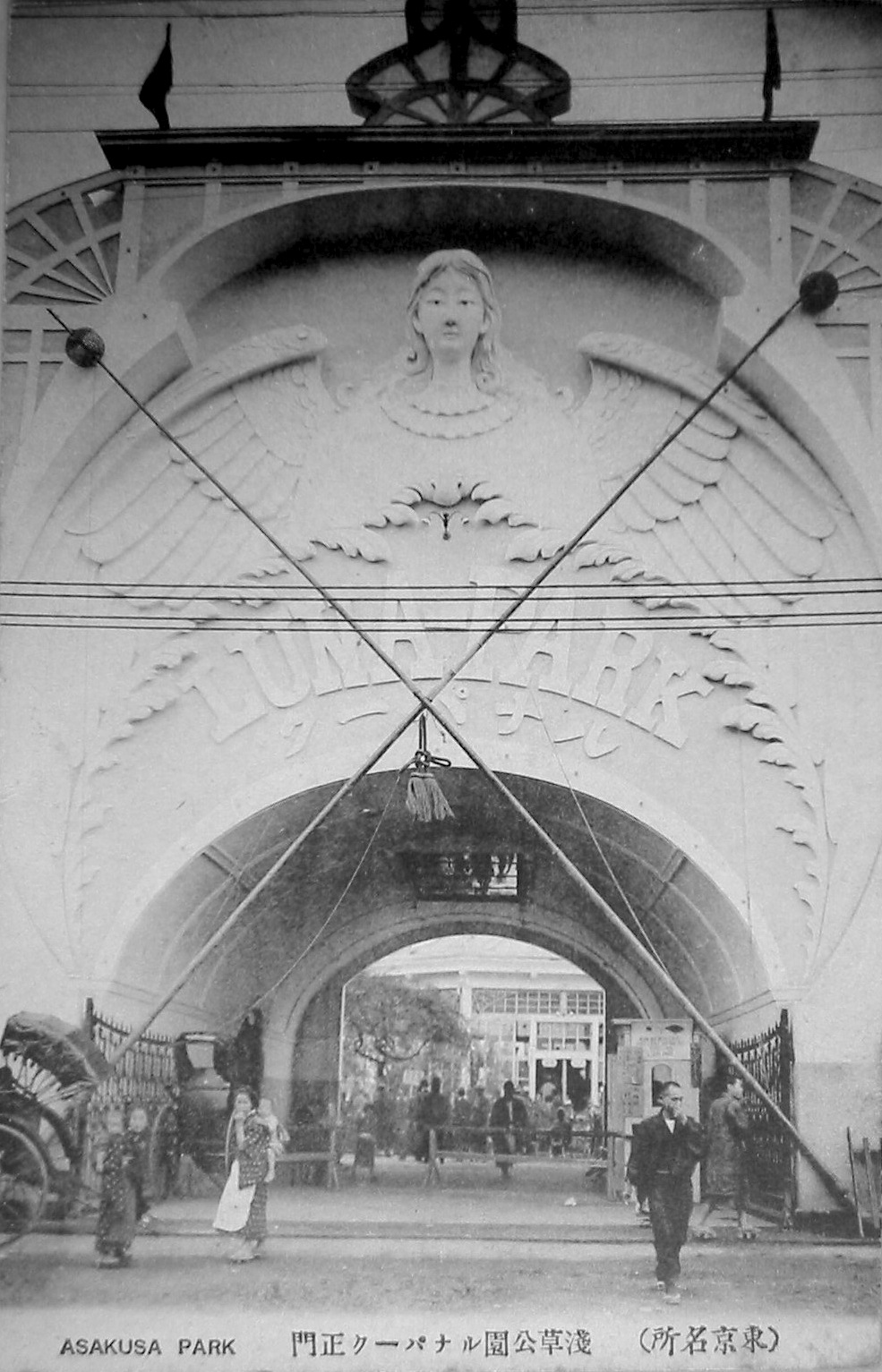
Entrée principale du Luna Park de Tokyo (1910).

En service en 1910 et 1911, le Luna Park de Tokyo (Runa pāku, également appelé Asakusa Luna Park) est le premier parc de ce nom ouvert au Japon. Détenu et construit par la société de production cinématographique japonaise Yoshizawa Shōten (dirigée par Ken'ichi Kawaura) dans l'arrondissement Asakusa de Tokyo, le parc est conçu à l'imitation du Luna Park original construit à Brooklyn, à New York en 1903.
En dépit de sa popularité, le parc ne reste ouvert que huit mois avant de brûler en avril 1911,. Luna Park est en effet victime d'un sinistre dans des circonstances suspectes, à peu près en même temps que deux salles de cinéma appartenant à la Yoshizawa Shōten ne soient incendiées à Osaka. 
Ces trois sinistres frappent Kawaura et sa compagnie à leur moment le plus vulnérable. L'industrie cinématographique japonaise est assiégée par les progrès réalisés sur le marché nippon par un consortium de ses homologues américains.  Kawaura, fatigué de travailler avec Yoshizawa Shōten, vend la société à Shōkichi Umeya (propriétaire de la M. Pathe) pour l'équivalent de 375 000 $ USD. Kawaura décide alors de construire un nouveau Luna Park, non pas à Tokyo mais à Osaka. Le nouveau parc ouvre ses portes en 1912 et reste en activité jusqu'en 1923.

### Source de la traduction
- (en) Cet article est partiellement ou en totalité issu de l’article de Wikipédia en anglais intitulé « Luna Park, Tokyo » (voir la liste des auteurs).